# Bundesverband Baugemeinschaften
Der Bundesverband Baugemeinschaften e. V. ist ein Fach- und Interessensverband, der Wissen, Konzepte und Erfahrungen um das gemeinschaftliche Planen, Bauen und Wohnen bündelt und Architekten und Baugemeinschaftsentwickler und -betreuer sowie Kommunen zu diesem Thema vernetzt. Zentrales Anliegen des Verbandes ist die Förderung von Baugemeinschaften in Deutschland und in anderen europäischen Ländern.

## Vereinsstruktur
Im Jahr 2008 wurde der Verein als interdisziplinärer Fach- und Interessensverband gegründet und zählt heute Bundesweit rund 140 Mitglieder (Stand 2021). Die Mitglieder sind Institutionen und Einzelpersonen aus den Bereichen Architektur, Stadtplanung, Bank- und Finanzwesen, Projektsteuerung, Politik, Forschung und Bauausführung.

## Ziele
Ziel des Fach- und Interessensverbandes ist die Förderung von Baugemeinschaften als festen Bestandteil an den Wohnungsmärkten in Deutschland und anderen europäischen Ländern.
Der Verein verfolgt dabei folgende Ziele:
- Förderung und Interessenvertretung gegenüber Politik, Verwaltung und anderen Institutionen
- Netzwerk und Austausch für Akteure
- Wissensvermittlung und Reflexion

Hierzu vertritt der Verband die Interessen der Baugemeinschaften gegenüber Politik, Verwaltung und anderen Institutionen. Mit seiner Arbeit zielt er auf die verstärkte Wahrnehmung des gemeinschaftlichen Bauens und Wohnens in der Gesellschaft und möchte einen Beitrag dazu leisten, dass Baugemeinschaften bei kommunalen Grundstücksvergaben Berücksichtigung finden. Auch der Zugang zu Fördermitteln für gemeinschaftliche Infrastrukturen in gemeinwohlorientierten Baugemeinschaften und der erleichterte Zugang zur Wohnbauförderung für gemischte Baugemeinschaften (öffentlich geförderter und frei finanzierter Wohnraum) bei verlängerter Mietpreisbindung sind Ziele, die der Verband und seine Mitglieder verfolgen.

## Aktivitäten
Jährlich veranstaltet der Verband Fachtagungen mit verschiedenen Themenschwerpunkten (2020 „Die Perspektive der Kommunen – Chancen und Bedingungen des gemeinschaftlichen Wohnens“, 2019 „Baugemeinschaften abseits der Schwarmstädte“, 2018 „Synergien von Baugemeinschaften im Quartier“) in unterschiedlichen Regionen im gesamten Bundesgebiet. Dabei werden Wohnprojekte vor Ort vorgestellt und besichtigt. Im Fokus stehen unterschiedliche Modelle der Umsetzung, regional unterschiedliche Rahmenbedingungen und innovative Aspekte der Baugemeinschaften.
Um langfristig das Wissen in der Branche zu sichern, hat der Bundesverband zusammen mit der Stiftung trias ein Weiterbildungsprogramm entwickelt. Über dieses Aus- und Weiterbildungsprogramm werden Berater für Wohnprojekte über mehrere Wochen in verschiedenen Modulen zu unterschiedlichen Themenschwerpunkten (weiter-)qualifiziert.
Seit 2021 fördert der Verband noch intensiver den Wissensaustausch und die Vernetzung der Mitglieder über Online-Workshops zu spezifischen Fachthemen und aktuellen Fragestellungen (z. B. 2020 Reform des WEG-Rechts zum 1. Dezember 2020 für Baugemeinschaften, Finanzierung von geförderten Sozialwohnungen in gemischten Baugemeinschaften).

## Stadtentwicklung
Baugemeinschaften haben eine herausragende Rolle in nachhaltiger Stadtentwicklung und sind für die Städte und Gemeinden ein attraktives Modell für eine zukunftsweisende Wohnungspolitik. Durch Baugemeinschaften entstehen stabile und lebendige Nachbarschaften sowie Quartiere.
Eine gegenseitige Unterstützung und gemeinschaftliche Aktivitäten sind oftmals Treiber für die Mitglieder einer Baugemeinschaft. Neben den sozialen Aspekten setzen Baugemeinschaften hohe ökologische Standards um. Nachhaltige Rohstoffe werden bevorzugt verwendet und das Teilen von Ressourcen hat einen besonderen Stellenwert. Hinzu kommt, dass hohe Anforderungen der Baugruppen an die Bauweise vielfach eine attraktive und nachhaltige Architektur entstehen lassen. Aufgrund der individuell gestalteten Gebäude gelten die Ergebnisse von Baugemeinschaften als Impulse für künftige innovative Lebensweisen und für den experimentellen Wohnungsbau.
Durch das Bauen in Baugemeinschaften hat der Wohnungs- und Städtebau in den letzten Jahren Impulse erhalten. Dadurch sind vielerorts lebendige Quartiere und stabile Nachbarschaften entstanden. Der Bundesverband Baugemeinschaften ist deshalb für Gemeinden ein Gesprächs- und Kooperationspartner.

## Veröffentlichungen
- Landeshauptstadt Stuttgart, Bundesverband Baugemeinschaften (Hrsg.): Baugemeinschaften in neuen Stadtquartieren. Bau- und Wohnmodelle für Stuttgart. Tagung und Expertenhearing im Rathaus Stuttgart, 13./14. September 2013. Dokumentation der Veranstaltung. Stuttgart 2014 (baugemeinschaften.hda-koeln.de [PDF; 8,8 MB]).